# Gwenola Ricordeau
Gwenola Ricordeau, née le 9 juin 1976 est une sociologue et militante féministe connue pour ses travaux sur l'impact du système carcéral sur les femmes, dans une optique abolitionniste.

## Biographie
D'abord maître de conférence en sociologie à l'université de Lille 1, avant de devenir en 2017 professeure assistante en justice criminelle à l'université d'État de Californie à Chico, elle est également membre du conseil scientifique de l'Institut des Amériques.

## Domaines d'études
Son domaine de recherche est le système carcéral dans les pays occidentaux, notamment en France, aux États-Unis, et en particulier les proches des personnes incarcérées, la sexualité en prison et les contestations du système carcéral.
Dans Pour elles toutes. Femmes contre la prison, Gwenola Ricordeau analyse les articulations entre féminisme et luttes abolitionnistes, avec en question principale : les avancées féministes peuvent-elles s'appuyer sur la prison (justice et système carcéral) ? Sont traitées : les théories de l'abolitionnisme pénal, la situation au sein des prisons comme à l'extérieur avec la thématique des proches de personnes incarcérées, ou encore les difficultés particulières des minorités ; avec des exemples pris en France, aux États-Unis et au Canada. Une spécificité de ce livre tient également par le croisement entre de multiples travaux académiques et l'expérience personnelle de l'auteure par rapport à la justice et au monde carcéral.
Gwenola Ricordeau y explique que les victimes de violences ont cinq besoins : d'obtenir des réponses à leurs questions (sur les faits, sur ce qui s'est passé), que le préjudice soit reconnu, qu'elles soient en sécurité, qu'elles puissent donner un sens à ce qu'elles ont subi, d'obtenir réparation[réf. nécessaire]. L'ouvrage est « ouvertement engagé » et cherche à articuler les théories de l’abolitionnisme pénal et celles du féminisme. Du point de vue méthodologique, le livre s’apparente à un essai, « reposant à la fois sur l’expérience personnelle et militante de son autrice ». Gwenola Ricordeau situe son abolitionnisme « plutôt du côté de la formation d’un mouvement révolutionnaire et non pas de la seule création d’espaces libérés – du patriarcat, du capitalisme ou d’autres rapports de domination. »
Elle dirige l'ouvrage collectif 1312 raisons d'abolir la police publié en 2022 dans lequel elle exprime « son aversion de la police », les chiffres « 1312 » du titre correspondant à la traduction numérique de l’acronyme ACAB — All Cops Are Bastards (« tous les flics sont des bâtards »), populaire dans les milieux militants d’extrême gauche. Soutenant que « dans une société capitaliste, raciste et patriarcale, choisir le camp des opprimés, des exploités et des tyrannisés, c’est compter la police parmi ses ennemis », elle explique les raisons de cette détestation, la principale visant le rôle intrinsèque de la police, qui, selon elle, est de maintenir des formes d’inégalités, qu’elles soient raciales, sociales ou même sexuelles.
Gwenola Ricordeau a également travaillé sur les migrations par le mariage des femmes philippines et la vie politique aux Philippines.

## Polémique
Le 14 août 2024, réagissant au crash d'un avion Rafale survenu la veille, occasionnant la mort de deux pilotes de l'armée de l'air française, elle crée la polémique par un tweet : « Ça sème la mort et le désespoir aux quatre coins du globe et puis après… bref… cheh… », cheh signifiant : « bien fait pour eux ».

## Publications

### Ouvrages
- Avec Joël Charbit, Shaïn Morisse, Brique par brique. Une histoire de l’abolitionnisme pénal, Montréal, Lux, coll. L’instinct de liberté, 2024  (ISBN 2898331422)
- Pour elles toutes : femmes contre la prison, Lux, 2019 (ISBN 978-2-89596-313-4 et 2-89596-313-4, OCLC 1131690060, lire en ligne)
- Les Détenus et leurs proches : solidarités et sentiments à l'ombre des murs, Autrement, 2008 (ISBN 978-2-7467-1128-0 et 2-7467-1128-1, OCLC 300229245, lire en ligne)

### Direction d'ouvrage
- Gwenola Ricordeau (dir.), 1312 raisons d'abolir la police, Montréal, Lux Éditeur, coll. « Instinct de liberté », 2022, 352 p. (ISBN 978-2-89833-066-7)[14]
- Nils Christie, Louk Hulsman et Ruth Morris, Crimes & peines : penser l'abolitionnisme pénal, 2021 (ISBN 978-2-9568078-8-9 et 2-9568078-8-9, OCLC 1253350963, lire en ligne)
- Avec Asuncion Fresnoza-Flot, dir., International Marriages and Marital Citizenship: Southeast Asian Women on the Move, Londres, Routledge, coll. « Studies in Migration and Diaspora », 2017  (ISBN 978-1138214286)